# Mangosta esvelta de Somàlia
La mangosta esvelta de Somàlia (Galerella ochracea) és una espècie de mamífer de la família dels herpèstids. És endèmica de Somàlia.

## Distribució i hàbitat
Es tracta d'una espècie endèmica del nord-est d'Àfrica. Viu a Somàlia, parts adjacents d'Etiòpia, i de forma marginal al nord-est de Kenya. Està principalment adaptada als hàbitats àrids de les muntanyes del nord de Somàlia

## Comportament
Hi ha escassetat d'informació sobre el comportament i l'ecologia d'aquesta espècie, encara que és probable que sigui similar en molts aspectes al de la mangosta vermella africana.

## Població
Hi ha poca informació disponible sobre aquesta espècie donat que només n'hi ha alguns exemplars als museus i hi ha hagut escasses observacions a la natura. N'hi ha catorze exemplars al Museu Britànic i cinc al Museu d'Història Natural de la Universitat de Florència. Se suposa que és relativament comuna a les regions àrides.

## Taxonomia
Aquesta espècie ha estat considerada coespecífica de la mangosta vermella africana, però també ha estat considerada com a espècie diferent per Azzaroli i Simonetta (1966), Taylor i Goldman (1993), Wozencraft (2005), i Taylor.

## Estat de conservació
Està catalogada en risc mínim, donat que, tot i que és una espècie poc coneguda, té un àmplia zona de distribució a la Banya d'Àfrica, on no es creu que hi hagi grans amenaces sobre l'espècie o el seu hàbitat, i es creu que és probable que sigui comuna.

## Subespècies
- Galerella ochracea ochracea
- Galerella ochracea bocagei
- Galerella ochracea fulvidior
- Galerella ochracea perfulvidus